# 地磁気逆転

新生代後期（鮮新世以降）の地磁気極性。黒い箇所は現在と同じ極性、白い部分は現在と逆の極性。AgeのMaは百万年

地磁気逆転（ちじきぎゃくてん、英語: geomagnetic reversal）とは、地磁気の向きが南北逆になることである。地磁気の反転（ちじきのはんてん）、地球磁場の逆転（ちきゅうじばのぎゃくてん、英語: reversal of geomagnetic field）ともよばれる。

## 研究の歴史
1600年に、ウィリアム・ギルバートが地球は一つの大きな磁石であると主張した。1828年には、カール・フリードリヒ・ガウスが地磁気の研究を開始した。さらに1906年には、ベルナール・ブリュンヌによって現在の地磁気の向きとは逆向きに磁化された岩石が発見された。
1926年、京都帝国大学（現在の京都大学）教授の松山基範が、兵庫県の玄武洞の岩石が、逆向きに磁化されていることを発見した。松山はその後、国内外36か所で火成岩の磁気の調査を行い、他にも逆向きに磁化された岩石を発見した。松山は1929年、地磁気逆転の可能性を示す論文を発表した。当時の常識に反する考え方だったため、当初の評判はよくなかった。その後、古地磁気学が盛んになり、年代測定の技術も進歩した。その結果地磁気が逆転を繰り返していることがはっきりしてきた。
1964年には、アメリカの研究グループが地磁気極性の年代表を発表した。このとき、アラン・コックスは2つの「逆磁極期」（反対は「正磁極期」）のうちの1つに、松山の名前を選んだ。

## 現在判明している逆転期
過去360万年の間に11回は逆転し、現在では、2つの逆磁極期があったことが判明している。589.4万年前から358万年前の逆転期は、「ギルバート」と名づけられ、258.1万年前から78万年前の逆転期は「松山」と名づけられている。なお、国立極地研究所らの研究によれば、より精密な年代決定を行った結果、最後の磁気逆転の時期は約77万年前と報告されている。
- ブリュンヌ期（ブリュンヌ正磁極期） : 77.4万年前 - 現在
- 松山‐ブリュンヌ逆転 : 77.4万年前
- 松山期（松山逆磁極期）: 258.1万年前 - 77万年前
- ガウス‐松山逆転（英語版） : 258.1万年前[6]。
- ガウス期（ガウス正磁極期） : 358万年前 - 258.1万年前[6]
- ギルバート‐ガウス逆転（Gilbert-Gauss reversal） : 358万年前[6]
- ギルバート期（ギルバート逆磁極期） : 589.4万年前 - 358万年前[6]

## 地層
77万年前に磁場逆転した証拠となる地層は、千葉県市原市田淵の養老川沿いの崖面（千葉セクション）とイタリアのモンテルバーノ・イオニコとビィラ・デ・マルシェに存在する。

## 原理
地球が地磁気を持つ仕組みは解明されつつあるが、地磁気逆転がどうして起きるかは、いまだに分かっていない。

## 影響
それまでは地磁気によるローレンツ力で弾かれていた宇宙線について、大気圏への入射量が増えると思われる。
特に、地磁気反転期など双極子成分が弱くなり、相対的に四極子（4重極）成分が卓越する地磁気イベントや、地磁気エクスカージョンにおいては、中低緯度域で顕著となる可能性が高い。
そうなると大気が電離し、氷結核が増加すると予想される。氷結核が増加すると、過冷却状態の水蒸気が凝結して雲の発生が増える。
よって、日射量が減少して気候が寒冷化すると思われる。
また、これが氷期の到来等の気象変動の要因になるという説がある。